# Montevideo (Minnesota)
Pour les articles homonymes, voir Montevideo (homonymie).
La ville américaine de Montevideo (en anglais [ˌmɒntɨvɪˈdeɪoʊ]) est le siège du comté de Chippewa, dans l’État du Minnesota. Lors du recensement de 2010, sa population s’élevait à 5 383 habitants.

## Histoire
Montevideo a été incorporée en 1879.

## Source
- (en) Cet article est partiellement ou en totalité issu de l’article de Wikipédia en anglais intitulé « Montevideo, Minnesota » (voir la liste des auteurs).